# Boxer (film)
Boxer (in polacco Bokser) è un film del 2024 diretto da Mitja Okorn.

## Trama
Un giovane pugile ha paura di ripetere gli errori di suo padre. Così scappa dalla Polonia comunista per coronare il suo sogno di diventare un grande pugile.

## Distribuzione
Il film verrà distribuito sulla piattaforma Netflix a partire dall'11 settembre 2024.